# Qazbegi (distrikt)
Qazbegi (georgiska: ყაზბეგის მუნიციპალიტეტი, Qazbegis munitsipaliteti) är ett distrikt i Georgien. Det ligger i regionen Mtscheta-Mtianeti, i den nordöstra delen av landet, 100 km norr om huvudstaden Tbilisi. Administrativt centrum är Stepantsminda.